# Ziemcy (stacja kolejowa)
Ziemcy (ros. Земцы) – węzłowa stacja kolejowa w miejscowości Ziemcy, w rejonie nielidowskim, w obwodzie twerskim, w Rosji. Węzeł linii Moskwa - Siebież ze ślepą linią do Żarkowskija.

## Historia
Stacja powstała na początku XX w. na linii moskiewsko-windawskiej pomiędzy stacjami Nielidowo i Zapadnaja Dwina.